# Pheidole bigote
Pheidole bigote là một loài kiến, được Longino, J. T. phát hiện và mô tả vào năm 2009.